# Лому, Джона
Джона Тали Лому (англ. Jonah Tali Lomu, 12 мая 1975, Окленд, Новая Зеландия — 18 ноября 2015, Окленд, Новая Зеландия) — новозеландский регбист тонганского происхождения. Дебютировал в 1994 году. Сыграл 63 матча за национальную сборную Новой Зеландии. Он оказал огромнейшее влияние на игру. Признан мировой суперзвездой в регби. Был включён в Международный зал славы регби 9 октября 2007 года и в Зал славы IRB 24 октября 2011 года.

## Начало карьеры
Представлял Новую Зеландию в сборной юниоров (до 19 лет) в 1993 году, а на следующий года юношескую (до 21 года) сборную страны. На международном уровне он впервые привлёк к себе внимание в 1994 году на турнире Hong Kong Sevens.

## Чемпионат мира 1995 года
Несмотря на участие всего в двух матчах за All Blacks, Лому был включен в сборную на чемпионате мира по регби в 1995 году в Южной Африке. Лому ошеломил зрителей, когда он осуществил семь попыток в пяти матчах, в том числе четыре в полуфинале против Англии. В свой первый матч чемпионата мира против Ирландии в Йоханнесбурге, он сделал две попытки при победном счёте в 43:19. В следующем матче, против Уэльса Лому был заменён во время игры, не сделал ни одной попытки, но его команда выиграла со счётом в 34:9. В финальном матче All Blacks в отборочной группе против команды Японии Лому не играл. В четвертьфинале на стадионе Лофтус Версфельд попытка Лому помогла All Blacks одолеть сборную Шотландии со счётом 48-30. Он шокировал 51 тысячу зрителей, полностью заполнивших стадион Newlands в Кейптауне во время полуфинального матча против сборной Англии, когда он провёл четыре попытки, включая попытку, в которой он побежал прямо через фулбэка сборной Англии Майка Кэтта. Англичане проиграли со счётом 29-45.
Его стиль игры, по словам новозеландского комментатора Кейт Куинна, сводился к лихому разрушению защиты задней линии английской сборной. Успешные атаки Лому можно частично отнести на счет чистой физической силы — у зачётной линии он часто атаковал всем своим корпусом весом 120 кг, прямо через или над любым из защитников, которые имели несчастье быть в его пути (этот приём неофициально известен как «обход Маори»).
После победы над Англией All Blacks прошли в финал, прошедший на стадионе Эллис Парк, где их соперником стала сборная ЮАР (Springboks) но, несмотря на приложенные усилия, Лому не смог сделать ни одной попытки. Победа досталась хозяевам турнира, которые забили дроп-гол в дополнительное время и победили All Blacks со счётом 15-12. Лому удавалась делать попытки в матчах со всеми основными командами на Кубке мира, за единственным исключением — сборной ЮАР.
В интервью Джона Лому после 2003 года, выяснилось, что во время Чемпионата мира в 1995 году он уже страдал от последствий нефротического синдрома. Как следствие этой серьёзной хронической болезни он был полностью измотан и в промежутках между матчами прикован к постели. С согласия врача All Blacks болезнь Лому держалась в секрете на протяжении большей части его спортивной карьеры.

## 1996—1998
После драматического поражения на Чемпионате мира в Южной Африке, All Blacks приняли сборную Австралии дома на стадионе Иден Парк. Лому сделал только одну попытку в матче, который сборная Новой Зеландии выиграла со счётом в 28-16. В ответном матче за Кубок Bledisloe, состоявшемся на Сиднейском футбольном стадионе, All Blacks выиграли 34-23. Лому сделал одну попытку. В следующем игре с Италией в Болонье Лому сделал две попытки, снова приведя All Blacks к победе.
В конце 1996 года ему был поставлен диагноз серьёзного расстройства почек, которое вынудило его на время отказаться от спортивной карьеры. Он не смог выступить в Кубке трёх наций в 1997 году, но был включён в состав All Blacks в туре в северном полушарии в конце года.
В 1998 году на Играх Содружества в Куала-Лумпуре он завоевал золотую медаль, представляя Новую Зеландию в регби-7.

## 1999 и Кубка мира
На протяжении всего Чемпионат мира по регби 1999 года Лому сделал восемь попыток — больше, чем любой другой из All Blacks. В первом групповом матче против Тонга он занёс две попытки и сделал одну попытку в одном из лучших своих матчей — в отборочном матче против Англии. Лому занёс две попытки в заключительном матче в группе против Италии. All Blacks вышла в четвертьфинал, где победила Шотландию — в этой игре на счету Лому одна из четырёх попыток Новой Зеландии. В драматическом полуфинальном матче против Франции Лому сделал две попытки, но этого оказалось не достаточным, и Франция победила со счётом 43-31.
Лому принадлежит непревзойденный рекорд из 15 попыток в Кубке мира по регби. После Чемпионата мира Лому был приглашён играть в американский футбол, выступая в Национальной футбольной лиге, или продолжать играть в регби в английской премьер-лиге. Ни один из этих вариантов не был принят, Лому остался в Новой Зеландии.

## 2000—2003
После победы над Тонга со счётом более 100 очков, Лому и Тана Умага сделали пять попыток в последующем матче против Шотландии. Одна из попыток Лому была сделана в его стиле — подобно бульдозеру пройти по защите шотландцев, оставляя сбитых шотландских игроков по своему следу.
В 2001 году Лому возглавил команду Новой Зеландии на Чемпионате мира по Регби-7 и привёл её к победе. В преддверии Кубока трёх наций в 2001, All Blacks выступала в домашних матчах против Аргентины и Франции, во время которых Лому сделал одну попытку в игре со сборной Франции.

## Проблемы со здоровьем
В конце 1995 года Лому был диагностирован нефротический синдром, серьёзное заболевание почек. Его спортивная карьера в регби была временно приостановлена по причине болезни. В мае 2003 года сборная Новой Зеландии по регби объявила, что Лому делают диализ три раза в неделю в связи с ухудшением функции его почек. Побочным эффектом диализа стало повреждение нервов на ступнях и ногах, врачи предупредили его, что ему грозит жизнь в инвалидной коляске, если пересадка почки не будет выполнена в ближайшее время.
В конце марта 2004 года в прессе сообщили со слов Лому, что подходящая донорская почка найдена, и пересадка состоится в 2004 году. Бывший врач команды All Blacks, который осуществлял наблюдение за лечением Лому, вскоре опроверг эту информацию. Тем не менее, Лому действительно пересадили донорскую почку 28 июля 2004 года в Окленде. Почка была пожертвована Grant Kereama, ведущим радиостанции The Hits, расположенной в Веллингтоне. Лому вскоре объявил о своем намерении вернуться в регби в июне 2005 года.

## После операции
Джона Лому смог вернуться в регби в 2005 году и играл за новозеландскую команду North Harbour. В сезоне 2006 года привёл команду к победе над командой Веллингтона. Он хотел снова вернуться в сборную, чтобы участвовать в чемпионате мира в 2007 году. Но ему не удалось заключить контракт с All Blacks, и в 2007 году Лому оставил профессиональный спорт, выступая иногда только в благотворительных матчах.
Джона Лому неожиданно скончался 18 ноября 2015 года, вернувшись накануне из Лондона. Причиной стал сердечный приступ, вызванный серьёзным заболеванием почек.